# Viés cognitivo

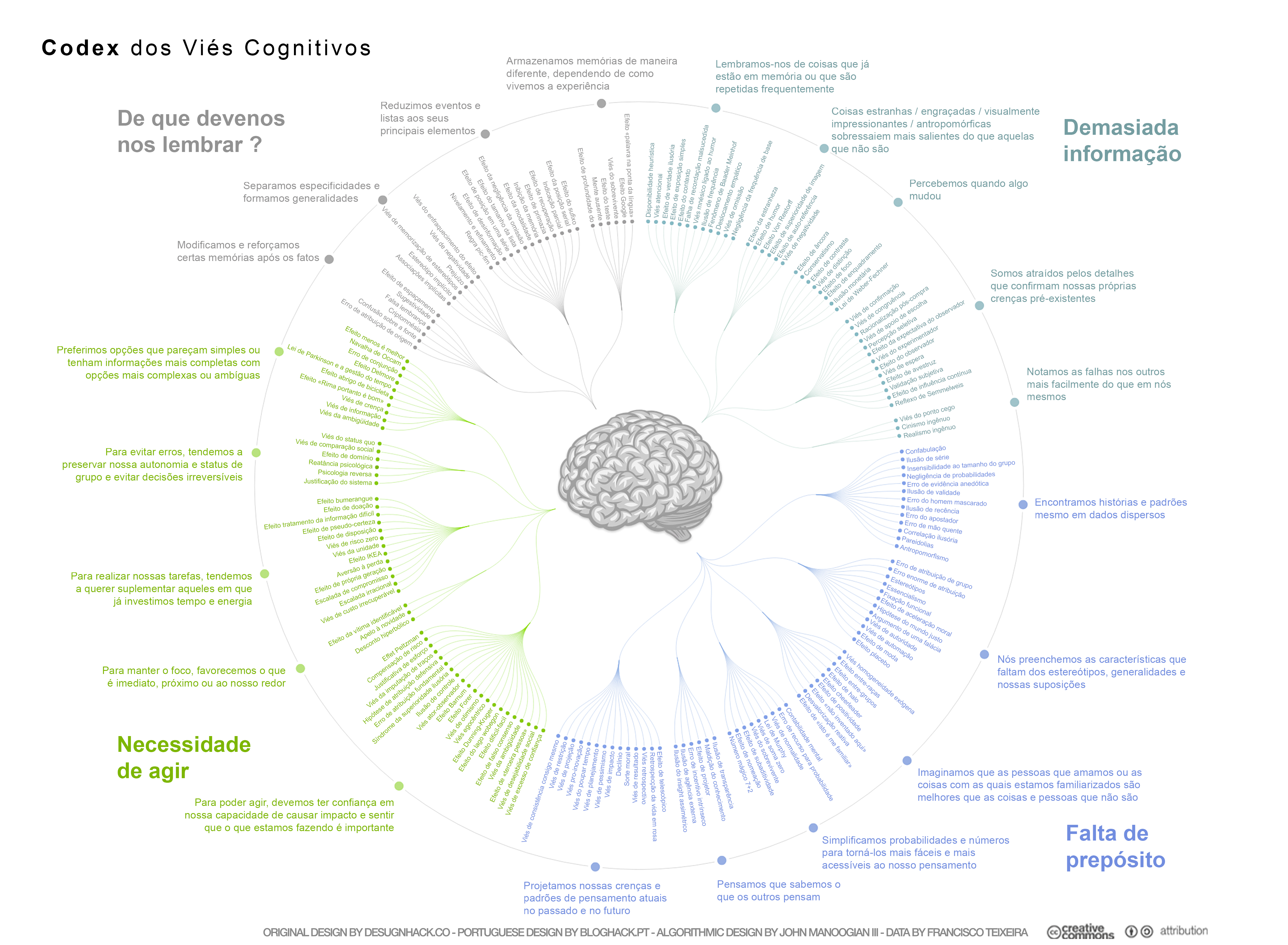
Os vieses cognitivos podem ser organizados em quatro categorias: vieses que resultam de muita informação, significado insuficiente, necessidade de agir rapidamente e limites de memória.

Um viés cognitivo (ou tendência cognitiva) é um padrão de distorção de julgamento que ocorre em situações particulares, levando à distorção perceptiva, ao julgamento pouco acurado, à interpretação ilógica, ou ao que é amplamente chamado de irracionalidade. Implícito no conceito de um “padrão de desvio” está também o objeto de comparação, ou o que é esperado; isso pode ser o julgamento de pessoas que estão fora das situações em específico, ou pode ser um aglomerado de fatos verificáveis de modo independente. Uma lista longa e em constante crescimento de vieses cognitivos tem sido identificada nas últimas seis décadas de pesquisas acerca do julgamento humano e tomada de decisões na ciência cognitiva, na psicologia social e na economia comportamental.
Vieses cognitivos são instâncias de um comportamento mental evoluído. Alguns são presumidamente adaptativos (resultado do processo de adaptação do ser humano), por exemplo, visto que levam a ações mais efetivas em determinados contextos, ou possibilitam decisões mais rápidas quando estas são de maior valor (conhecidos como heurística). Outros presumidamente resultam de uma falta de mecanismos mentais apropriados (racionalidade cerceada), ou simplesmente de falta de clareza mental ou de distorções de mesma natureza.

## Visão Geral
Vieses são advindos de vários processos que são, em muitos casos, de difícil distinção. Estes incluem atalhos no processamento de informação (heurística), falta de clareza mental e capacidade mental limitada ao processar informações, ou até mesmo influência social.
A noção de vieses cognitivos foi primeiramente introduzida por Amos Tversky e Daniel Kahneman em 1972 e surgiu da experiência de ambos com a inumeracia das pessoas (incapacidade de compreender e de realizar operações aritméticas simples), ou inabilidade do racionalizar intuitivamente com ordens de grandeza maiores. Juntamente com outros colegas, demonstraram várias maneiras replicáveis nas quais julgamentos humanos e decisões diferem da teoria da escolha racional. Eles explicaram essas diferenças pela heurística, o conjunto de regras pelas quais é mais simples para o cérebro levar em conta erros sistemáticos, introduzindo-os.
Estes experimentos tornaram-se o “heuristics and biases research program”, que logo se estendeu da psicologia acadêmica para outras áreas, como medicina e ciência política. Isso se tornou um ponto crucial no crescimento da economia comportamental, rendendo a Kahneman um Prêmio Nobel em 2002. Esse psicólogo, mais à frente, juntamente com Tversky, desenvolveu a “teoria da expectativa” como alternativa mais realista à teoria da escolha racional.
Os críticos de Kahneman e Tversky, tais como Gerd Gigerenzer, explicitam que a heurística não deveria nos levar a conceber o pensamento humano como crivado de vieses cognitivos irracionais, mas para aceitar a racionalidade como uma ferramenta adaptativa que não é idêntica às regras da lógica formal ou ao cálculo de probabilidade.

## Tipos de vieses cognitivos
Vieses podem ser separados em diferentes tipos. Por exemplo, existem vieses específicos a grupos assim como existem alguns de caráter individual.
Alguns vieses afetam a tomada de decisão, quando a percepção de interesse em diferentes opções deve ser considerada. Outros, como a correlação ilusória, afetam o julgamento de quão plausível algo é, ou se alguma coisa é a causa de outra. Uma classe distinta de vieses afeta a memória, tais como vieses de coerência (lembrar-se das atitudes passadas de alguém e de seu comportamento como mais próximas das atitudes presentes).
Algumas tendências refletem na motivação de uma pessoa, como, por exemplo, no desejo por autoestima positiva, o que conduz a um viés egocêntrico e evita a dissonância cognitiva desagradável. Outros vieses são devido ao modo particular de como o cérebro percebe, faz lembranças e faz julgamentos. Essa distinção é, por vezes, descrita como "cognição quente" versus "Cognição Fria".
Entre as "cognições frias" estão as oriundas do fato de se ignorar as informações pertinentes (por exemplo,  no viés da negligência de probabilidade), enquanto que algumas envolvem uma decisão ou sentença do que está sendo afetado por informações irrelevantes (por exemplo, o efeito de enquadramento em que o mesmo problema recebe respostas diferentes, dependendo de como ele é descrito) ou dar um peso excessivo a uma característica sem importância, mas grande frente ao problema (por exemplo, o viés da Ancoragem).
O fato de que alguns vieses refletem a motivação para se ter atitudes positivas para si mesmo explica o fato de que muitos vieses são autorreferidos e servem para a autoconveniência (por exemplo, Ilusão de visão assimétrica, o viés de Self-serving e o viés de Projeção).
Alguns vieses cognitivos pertencem ao subgrupo de vieses da atenção que se referem ao ato de dar maior atenção a certos estímulos. Tem sido demonstrado,
por exemplo, que as pessoas dependentes do álcool e de outras drogas dão mais atenção a assuntos relacionadas à droga.

## Exemplos de Vieses
Framing: É se usar uma abordagem bastante ortodoxa na descrição de uma situação ou problema.
Viés de retrospecto às vezes chamado de "eu-sabia-de-tudo": É a inclinação para ver os eventos do passado como sendo previsíveis.
Viés de confirmação: É a tendência para procurar ou interpretar informações de uma maneira que confirme preconceitos próprios, o que é relacionado ao conceito de dissonância cognitiva.
Viés da autoconveniência: É a tendência de reivindicar mais responsabilidade pelos sucessos do que pelas falhas. Este viés também pode se manifestar como a tendência de avaliar informações ambíguas de uma forma benéfica a interesses próprios.

## Importância prática
Diversas instituições sociais confiam nos indivíduos ao fazerem julgamentos racionais. Um julgamento justo de um juri por exemplo, requer que se ignore aspectos irrelevantes do caso, julgando os relevantes de forma apropriada, considerando diferentes possibilidades de forma aberta e resistindo à falácias, como o apelo a emoção. Os vários vieses demonstraram que nesses experimentos psicológicos as pessoas falham ao realizar tais atividades. No entanto, elas falham nisso de forma sistemática de forma que essas falham são previsíveis.
Vieses cognitivos estão relacionados a persistência nas superstição, em grandes questões sociais como o preconceitos, atuando inclusive como impedimentos para a aceitação de conhecimento científico não intuitivo pelo público.

## Causas comuns de alguns vieses cognitivos
O viés surge de vários processos que às vezes são difíceis de distinguir. Esses incluem:
- Limitação da racionalidade - limites na otimização e racionalidade
  - Teoria da perspectiva
  - Contabilidade mental
  - Viés adaptativo - baseando as decisões em informações limitadas e enviesando-as com base nos custos de estar errado.
- Substituição de atributo — fazer um julgamento complexo e difícil substituindo inconscientemente por um julgamento mais fácil.[10]
- Teoria de atribuição
  - Saliência
  - Realismo ingênuo
- Dissonância cognitiva e similares:
  - Gerenciamento de Impressões Pessoais
  - Teoria da autopercepção
- Atalhos de processamento de informação (heurística),[11] incluindo:
  - Heurística de disponibilidade – estimar o que é mais provável pelo que está mais disponível na memória, que é tendencioso para exemplos vívidos, incomuns ou emocionalmente carregados[12]
  - Heurística de representatividade — julgar probabilidades com base na semelhança[12]
  - heurística do afeto - baseando uma decisão em uma reação emocional em vez de um cálculo de riscos e benefícios[13]
- Motivações emocionais e morais[14] decorrentes, por exemplo, de:
  - A teoria dos dois fatores da emoção
  - A hipótese dos marcadores somáticos
- Ilusão de introspecção
- Interpretações errôneas ou uso indevido de estatísticas; numeracia.
- Influência social[15]
- A capacidade limitada de processamento de informações do cérebro[16]
- Processamento de informações ruidoso (distorções durante o armazenamento e recuperação da memória).[17] Por exemplo, um artigo do Psychological Bulletin de 2012 sugere que pelo menos oito vieses aparentemente não relacionados podem ser produzidos pelo mesmo mecanismo gerador da teoria da informação.[17] O artigo mostra que desvios ruidosos nos processos de informação baseados na memória que convertem evidências objetivas (observações) em estimativas subjetivas (decisões) podem produzir conservadorismo regressivo, a revisão de crenças (conservadorismo bayesiano), ilusão de correlações, ilusão de superioridade (efeito BTAE "melhor do que a média") e efeito pior que a média, efeito de sub-aditividade, expectativa exagerada, excesso de confiança e efeito difícil-fácil.

## Críticas
Na literatura sobre vieses e heurística, é quase impossível tomar uma decisão inviesada e precisa, uma vez que uma decisão racional está geralmente entrelaçada entre dois vieses contraditórios. Por exemplo, ao superestimar a habilidade de alguém se está sob o efeito de Dunning-Kruger, ao passo que subestimá-los causa a ideia de falso consenso. Como exemplo se pode utilizar a estima em relação a habilidade de jogar um disco voador o mais longe possível, a pessoa que faz isso deve acertar a própria estimativa ou pareceria que ele teria uma visão envieasada.